# Луи Бусенар
Луи Анри Бусенар (на френски: Louis Boussenard) е френски журналист и писател на произведения в жанра приключенски роман, научна фантастика, пътепис и детска литература.

## Биография и творчество
Роден е на 4 октомври 1847 г. в село Ескрен, департамент Лоаре, Франция, в семейството на Луи-Антоан Бусинар, управител на замъка Ескрен и събирач на общински данъци, и Елоиз Ленс, прислужница в замъка. В периода 1860 – 1867 г. учи либерални изкуства в град Питивие, след което следва в медицинския факултет на Сорбоната.
По време на френско-пруската война от 1870 – 1871 г. е мобилизиран и служи като полкови лекар. Ранен е при Шампини. След войната известно време продължава медицинското си образование, но скоро прекъсва и се насочва към журналистиката и литературата.
На 1 август 1875 г. неделната притурка на към вестник „Фигаро“ публикува първия му разказ „Лов в Австралия“. През следващите години работи като колумнист, репортер и хроникьор в парижките вестници „Le Corsaire“, „Le Petit Parisien“, „La Justice“, и др. През 1878 г. започва да пише за седмичника „Журнал за пътувания и приключения по суша и море“, чийто водещ автор остава до края на живота си. В него са публикувани неговите екшън приключенски романи наситени с научнопопулярна информация за флората, фауната, обичаите и обичаите на екзотичните страни.
Успехът му идва с романа „Черната стрела“ от поредицата „Околосветското пътешествие на едно хлапе от Париж“. След публикуването на прпоизведенията на страниците на списанието, повечето от романите му са публикувани като отделни книги. С подкрепата на списанието и Министерството на образованието той пътува до Френска Гвиана, Мароко, Сиера Леоне и на други места, където изучава местния живот и фолклор, и открива нови идеи за творчеството си.
През 1880-те той напуска Париж и се установява в провинцията, в родния си департамент Лоаре, живеейки първо в Нанто-сюр-Есон и Вилар, а после в Малсерб.
Има два брака, но няма деца. На 2 юни 1881 г. се жени за 30-годишната Розали Леш, но скоро се разделят, а бракът им е прекратен чак през 1909 г. След фактическата раздяла живее от 1883 г. с Албертин Делафуа, с която се жени официално на 18 август 1909 г.
През 1902 г. се връща към журналистиката и в продължение на осем години, под псевдонима Франсоа Девин, публикува на страниците на регионалния седмичник „Le Gâtinais“ колоната „Писма на един селянин“, в която изразява своите възгледи за политиката, религията и обществото.
Последната година от живота си прекарва в Орлеан. През юни 1910 г. почива съпругата му. Луи Бусенар умира след продължително боледуване и операция на 11 септември 1910 г. в Орлеан. Погребан е в родното си село. Според завещанието му всичките му ръкописи са изгорени.

## Произведения

### Самостоятелни романи
- À travers l'Australie. Les Dix millions de l'Opossum Rouge (1879)
- La Chasse à tir mise à la portée de tous (1886)
- Les Chasseurs de caoutchouc (1887)
В джунглите на Амазонка, изд. „Световна библиотека“ (2016), прев. Славомир Петров
- Aux Antipodes (1890)
- Aventures extraordinaires d'un homme bleu (1891)
- Le Défilé d'enfer (1891)
- Chasseurs canadiens (1892)
Канадски ловци, изд.: „Народна култура“, София (1971), изд. „Параф“ (1992), прев. Алфред Керемидаров
- Les Français au Pôle nord (1892)
- Les Mystères de la Guyane (1892)
- De Paris au Brésil par terre, à la poursuite d'un héritage (1892)
Долината на въздишките : Приключения в Бразилия, изд. „?“ (1919), прев.
- Deux Mille Lieues à travers l'Amérique du Sud (1892)
- Aventures d'un héritier à travers le monde (1892)
- Aventures, périls et découvertes des voyageurs à travers le monde. Afrique, Pôle nord et Océanie (1894)
- Le Secret de Germaine (1896)
- Sans le sou (1897)
- Juana, la fiancée mexicaine (1903)
- Le Zouave de Malakoff (1903)
- Les Aventures de Roule-ta-Bosse (1907)
- Monsieur... Rien ! Aventures extraordinaires d'un homme invisible (1907)
- La Terreur en Macédoine (1912)

### Серия „Околосветското пътешествие на едно хлапе от Париж“ (Le Tour du monde d'un gamin de Paris)
1. Les Mangeurs d'hommes (1880)
Черната стрела. В страната на вечната пролет и на людоедите, изд. „Ст. Атанасов“ (1930), прев. Ст. Атанасов
Отвъд Ойапока : В страната на вечната пролет и на човекоядците, изд. „Хирон“ (1992), прев. Ст. Атанасов
2. Les Bandits de la mer (1880)
Смелите скитници, изд. „Ст. Атанасов“ (1935), изд. „АЛ“ (1992), прев. Ст. Атанасов
3. Le Vaisseau de proie (1880)

### Серия „Робинзоните от Гвиана“ (Les Robinsons de la Guyane)
1. Le Tigre blanc (1882)
Белият тигър, изд. „П. Кънчев“ Шумен (1919), прев. Моско Москов
2. Le Secret de l'or (1882)
3. Les Mystères de la forêt vierge (1882)

### Серия „Приключенията на едно хлапе от Париж през Океания“ (Aventures d'un gamin de Paris à travers l'Océanie)
1. Les Cannibales de la mer de corail (1883)
2. Le Sultan de Bornéo (1883)
3. Les Pirates des Champs d'or (1883)

### Серия „Опасни приключения на трима французи в Страната на диамантите“ (Aventures périlleuses de trois Français au Pays des Diamants)
1. Aventures périlleuses de trois Français au Pays des Diamants (1884)
2. Le Trésor des rois cafres (1884)
3. Les Drames de l'Afrique australe (1884)
Крадци на диаманти – сборник, изд. „Атания“ Русе (1993), прев. Наташа Стоянова, Татяна Иванова

### Серия „Приключенията на едно хлапе от Париж“ (Aventures d'un gamin de Paris au pays)
1. Aventures d'un gamin de Paris au pays des bisons (1886)
2. Aventures d'un gamin de Paris au pays des lions (1886)
3. Aventures d'un gamin de Paris au pays des tigres (1886)

### Серия „Мосю Синтез“ (Monsieur Synthèse)
1. Les Secrets de Monsieur Synthèse (1888)
2. Dix mille ans dans un bloc de glace (1890)

### Серия „Пътуванията и приключенията на мадмоазел Фрикет“ (Voyages et aventures de mademoiselle Friquette)
1. Les Exploits d'une ambulancière (1897)
2. L’île en feu (1898)

### Серия „Жан Грандие“ (Jean Grandier)
1. L'Enfer de glace (1900)
2. Le Capitaine Casse-Cou (1901)
Капитан Луда глава, изд. „Паритет“ (2020), прев.

### Пътеписи
- Les Étrangleurs du Bengale (1901)
- Les Gratteurs de ciel (1908)